# Білоозерський заказник
Білоозе́рський зака́зник — ландшафтний заказник місцевого значення в Україні. Розташований у межах Володимирецького району Рівненської області, між селами Озерці, Рудка, Більська Воля, Березина. На момент створення у заказник увійшли землі Рафалівського лісгоспзагу: Більсько-Вільське лісництво, кв. 1-4, 6-27, Озерське лісництво, кв. 16, 23, 24, 26, 27, 29-32, 48-51, 53-57, 59, 63, 65-70, 72; Радгосп «Мульчицький»; Колгосп ім. К. Маркса. 
Створення
Створений рішенням Рівненської обласної ради № 343 від 22.11.1983 року.
Характеритика
Площа 9780 га. 
Територія заказника охоплює частину болотного масиву Коза-Березина, що в долині річки Березини (басейн Стиру), а також лісових та озерних природних комплексів. Переважають осоково-гіпнові евтрофні болота, є мезотрофні болота з осоко-сфагновими угрупованнями. Зростає 10 видів осок, різні види мохів. Також є реліктових видів: верба лапландська, осока дводомна, осока стрункокореневищна, а також мох роду меезія. З лісів переважають соснові чорницево-зеленомошні, на підвищеннях — лишайникові. 
Багатий тваринний світ. Серед рідкісних трапляються: журавель сірий, лелека чорний, занесені до Чорвоної книги України. На водоймах гніздяться водоплавні птахи. 
В межах заказника розташоване мальовниче Біле озеро. 
Скасування
Указом Президента України № 356/99 від 03.04.1999 року заказник включений до Рівненського природного заповідника та припинив існування як самостійний об'єкт.